# Криворожский троллейбус
Криворожский троллейбус (укр. Криворiзький тролейбус) — один из видов общественного транспорта города Кривой Рог Днепропетровской области Украины.

## История
Троллейбусное движение в Кривом Роге было начато 25 декабря 1957 года, когда было открыто движение по маршруту «Рудник имени Кирова — Пруды» (по другим данным маршрут «Площадь Мира — Пионер» длиной 24,4 километра). На момент открытия подвижной состав составлял 15 троллейбусов типа МТБ-82 и МТБ-82Д, на которых работало 30 водителей. Первые маршруты соединяли центр города с рудниками северной части города и имели общую длину 49 километров, обслуживались 28 троллейбусами.
В 1959 году построено троллейбусное депо «Роковатая», рассчитанное на 50 единиц подвижного состава. В 1960 году открыт новый маршрут «44-й квартал — ЦГОК».
В 1969 году действовало 12 троллейбусных линий общей длиной 176 километров. Подвижной парк насчитывал 222 троллейбуса, на которых работало 323 водителя.
В 1971 году открыто троллейбусное депо № 2 на 100 единиц подвижного состава.
В 1977 году на маршрутах города работало 212 троллейбусов.
В 1986 году действовало 15 троллейбусных маршрутов общей длиной 426 километров. Подвижной парк составлял 108 единиц, на которых работало 208 водителей. В 1990-х годах количество маршрутов и их длина сохранились, но подвижной парк сократился до 80—85 единиц.
В 2001 году насчитывалось 78 троллейбусов и 131 водитель.
На 2005 год действовало 22 троллейбусных маршрута.
В середине 2016 года возникла угроза отключения коммунального предприятия от поставок электроэнергии из-за возникшей задолженности и невозможности устранить её перед компанией ДТЭК Днепрооблэнерго.
С начала 2017 года на городские маршруты вышло пять троллейбусов с дизель-генераторной установкой, произведенных на коммунальном предприятии «Городской троллейбус». Гибридные троллейбусы работают на маршруте, соединяющем микрорайоны Восточный-1, 2, 3 с центром города и площадью Освобождения.
4—7 сентября 2017 года троллейбус № 656 ЮМЗ Т2 с гибридной установкой, совершил пробег длиной в 1200 километров без контактной сети по маршруту Кривой Рог—Житомир—Кривой Рог.

## Характеристика
Эксплуатирующей и обслуживающей организацией является коммунальное предприятие «Городской троллейбус».
За 1969 год городской троллейбус перевёз 45 млн человек. В 2011 году троллейбусами города было перевезено 27 107 тысяч человек, что на 25,6 % больше чем в 2010 году, когда было перевезено 21 591 тысяч пассажиров.
Подвижной состав представлен моделями ЗиУ-9, ЗиУ-10, ЗиУ-6205, ElectroLAZ-12, ЮМЗ Т2, ЮМЗ Е-186, Днепр-Т103 и Днепр-Т203.